# መ
Cette page contient des caractères éthiopiques. En cas de problème, consultez Aide:Unicode ou testez votre navigateur.
መ (« mä ») est un caractère utilisé dans l'alphasyllabaire éthiopien comme symbole de base pour représenter les syllabes débutant par le son /m/.

## Usage
L'écriture éthiopienne est un alphasyllabaire ou chaque symbole correspond à une combinaison consonne + voyelle, organisé sur un symbole de base correspondant à la consonne et modifié par la voyelle. መ correspond à la consonne « m » (ainsi qu'à la syllabe de base « mä »). Les différentes modifications du caractères sont les suivantes :
- መ : « mä », [mɛ]
- ሙ : « mu », [mu]
- ሚ : « mi », [mi]
- ማ : « ma », [ma]
- ሜ : « me », [mə]
- ም : « mə », [mɨ]
- ሞ : « mo », [mo]
- ሟ : « mwa », [mwa]

መ est le 4e symbole de base dans l'ordre traditionnel de l'alphasyllabaire.

## Historique

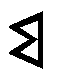
Caractère « m » de l'alphabet arabe méridional.

Le caractère መ est dérivé du caractère correspondant de l'alphabet arabe méridional.

## Représentation informatique
- Dans la norme Unicode, les caractères sont représentés dans la table relative à l'éthiopien[1] :
  - መ : U+1218, « syllabe éthiopienne mä »
  - ሙ : U+1219, « syllabe éthiopienne mou »
  - ሚ : U+121A, « syllabe éthiopienne mi »
  - ማ : U+121B, « syllabe éthiopienne ma »
  - ሜ : U+121C, « syllabe éthiopienne mé »
  - ም : U+121D, « syllabe éthiopienne me »
  - ሞ : U+121E, « syllabe éthiopienne mo »
  - ሟ : U+121F, « syllabe éthiopienne mwa »